# Djurgårdens IF Fotboll 1924/1925
Djurgårdens IF Fotboll spelade i dåvarande Division 2 Östsvenskan 1924/1925. Man kom 3:a i serien efter Westermalms IF och Sundbybergs IK. Hemmasnittet var 530 åskådare. 
- Bäste målskytt blev Birger Danielsson med 31 mål.